# Důl Krasnokutska
Krasnokutska (ukrajinsky Шахта Краснокутська) je bývalý podzemní černouhelný důl, který se nachází ve městě Chrustalnyj v Luhanské oblasti na Ukrajině. 

## Historie dolu
Šachta byla uvedena do provozu v období Sovětského svazu. V roce 1990 dosahovala maximální těžby, kdy produkovala přes 3 000 tun uhlí denně. Byla jednou z důležitých součástí těžební infrastruktury na Donbasu. V době největšího provozu zde pracovalo téměř 3 000 lidí, z toho přibližně 1 800 v podzemí.
Po rozpadu Sovětského svazu těžba klesala kvůli ekonomickým změnám a poklesu poptávky po uhlí. Kolem roku 2003 se zdě již těžilo méně jak 210 tis. tun ručně.
Dne 4. srpna 2011 důl explodoval kvůli úniku methanu do šachty. Při výbuchu zemřel 1 horník a 25 dalších bylo zraněno včetně případů těžkých popálenin. Tehdejší ministr pro energetiku a uhelný průmysl Jurij Bojko spekuloval, že důvodem výbuchu byla špatně vybudovaná ventilace v dole. Bojko rovněž odvolal vedoucího dolu a manažera bezpečnosti při vyšetřování příčiny nehody.
V roce 2023 byla šachta označena za jednu z těch, které jsou rozebírány kvůli ekonomickým potížím a nedostatku pracovních sil, přičemž velká část obyvatel z oblasti byla mobilizována do rusko-ukrajinského konfliktu. Důl není již několik let v provozu, šachta se likviduje a technická zařízení i infrastruktura jsou demontovány a odprodávány na kovový šrot.

## Vlastnosti
Šachta pracovala v hloubkách 343 až 610 metrů a těžila sloje označené jako I4, I5, I6 a další s průměrnou mocností okolo 1,2 m. Některé ze slojí byly považovány za nebezpečné kvůli riziku výbuchů metanu. Podzemní chodby měly délku přes 100 km, což šachtu řadilo mezi rozsáhlejší oblasti v regionu. 